# レミントン・アームズ
レミントン・アームズ（英: Remington Arms）は、アメリカ合衆国の銃器メーカー。小銃、ショットガンなどとそれらに使う弾薬を製造する。かつては拳銃でも有名だったが、現在のラインナップでは「1911」と新製品の「R51」程度に留まっている。
サーベラス・キャピタル・マネジメントが所有するFreedom Groupの一部門で、2015年にFreedom Groupは「Remington Outdoor Company」に改名した。2018年2月12日に、Remington Outdoor Companyのリストラが完了した時点で保有権を手放す意向、そして連邦倒産法第11章の適用も検討している事を明らかにしており、同年3月25日付で適用を申請して経営破綻した。

## 歴史
1816年、創設者であるエリファレット・レミントンが自分用のライフルを作り、それを見た射撃仲間が彼に同様のライフルを作るように依頼したことが始まりとされている。創業時の社名はE・レミントン・アンド・サンズ (E. Remington and Sons.)。レミントンはアメリカ最古の民間銃器メーカーでもある。
1896年、スポーツ用品メーカーのマーカス・ハートレー・アンド・パートナーズ (Marcus Hartley and Partners) に買収された。1912年、マーカスの子会社でアメリカ最大手弾薬メーカーのユニオン・メタリック・カートリッジ (Union Metallic Cartridge Company = UMC) と合併し、銃器・弾薬メーカーのレミントンUMC (Remington UMC) となった。
その後も何度も買収され、2007年にサーベラス・キャピタル・マネジメントに買収され現在に至る。
ウィンチェスター社などと並び、アメリカにおける狩猟用ライフルやショットガンの大手であり、現在は狩猟用散弾銃の部門において最も売り上げを伸ばす企業となっている。また、弾薬の開発や生産も行っており、有名な.44マグナム弾はレミントン社がスミス&ウェッソン社と共同開発したものである。
以前は日本で電気シェーバーを発売していたこともあった。
M16自動小銃の民生品として R-15シリーズを発売していたが、2012年、この銃を使用したサンディフック小学校銃乱射事件（死者26人）が発生。遺族は銃を製造したレミントンを相手に訴訟を起こしていたが、2022年、レミントンは遺族と和解して7300万ドルの支払いを行うことを決めた。

## 製品

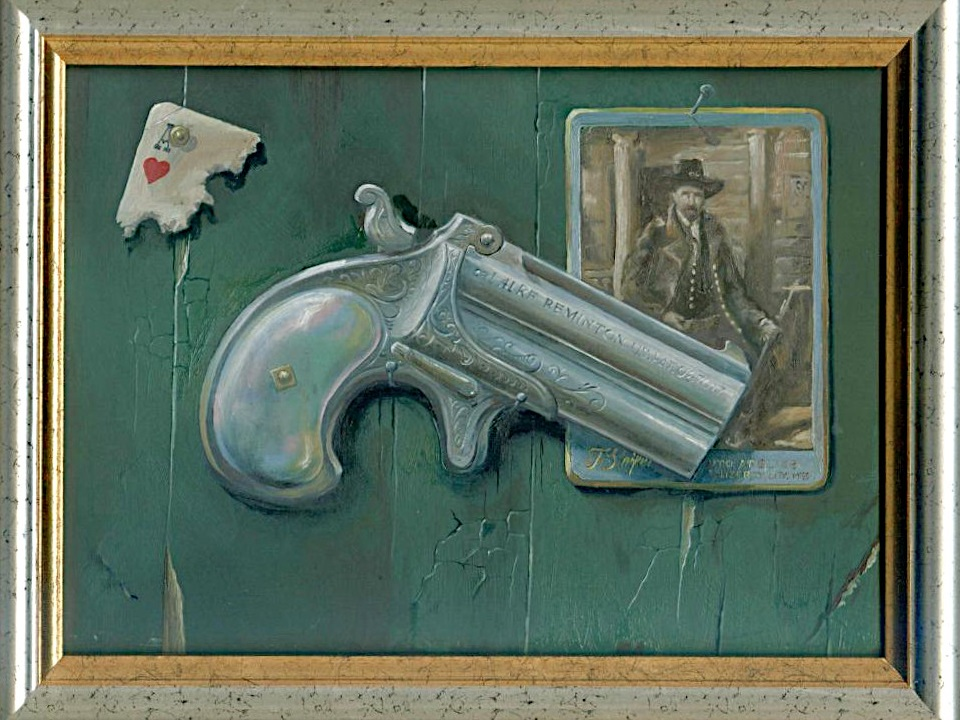
デリンジャー

### ハンドガン
- ローリング・ブロック
- デリンジャー
  - ダブル・デリンジャー
  - ライダー・デリンジャー
  - ジグザグ・デリンジャー
  - エリオット・デリンジャー
- M1861アーミー
  - ビールスリボルバー
  - M1858ニューモデルアーミー
  - M1861ネイビー
  - オールドモデル・ネイビー
  - ニューモデル・ネイビー
  - M1867
- M51
- XP100
- M1911 R1

### ライフル

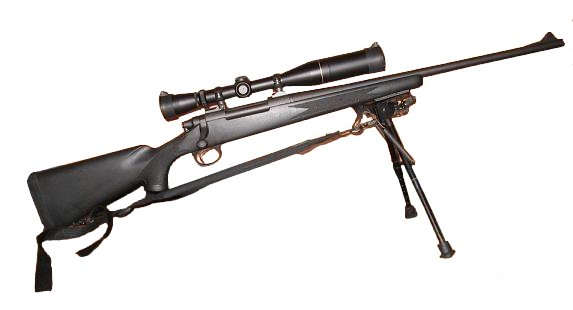
M700

- ローリング・ブロック
- M5
- M6
- M7
- M8
- モデル24
- スポーツマン74
- ナイロン66
  - ナイロン76
- M700
  - M40
  - M24
- M750
- M770
- M7400
- M7600
- M7615
- R-15 - AR-15猟銃
  - R-25 - AR-10猟銃
- ピダーセン自動小銃
- MSR
- ACR

### ショットガン

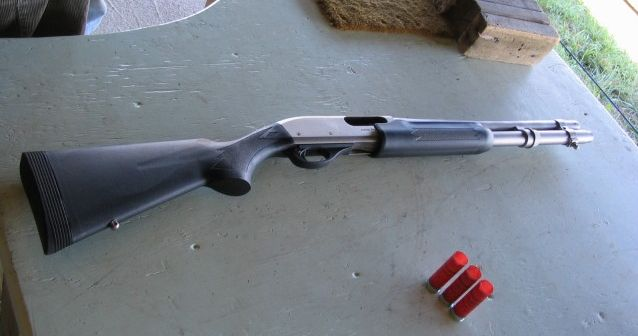
M870

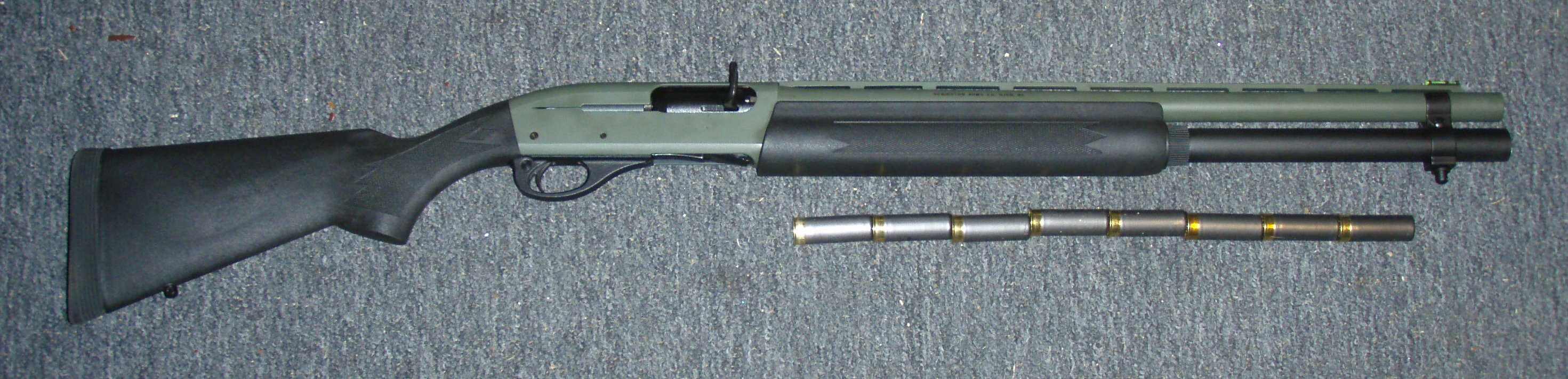
M1100

- M11
- モデル17
- M31
- M58
- M870
- M887
- M1100
  - M11-48
  - M11-87
  - M11-96
- SP-10
- SPR 453
- M332